# Cliff Stokes
Clifford Stokes (16 marzo 1991) è un ex giocatore di football americano e allenatore di football americano statunitense, che ha giocato come defensive back.

## Palmarès
- 1 Mondiale (2015)
- 1 SM-final (Carlstad Crusaders, 2015)
- 1 Champions Bowl (Sioux City Bandits, 2015)